# Polysyncraton kashenkoi
Polysyncraton kashenkoi är en sjöpungsart som beskrevs av Romanov 1989. Polysyncraton kashenkoi ingår i släktet Polysyncraton och familjen Didemnidae. Inga underarter finns listade i Catalogue of Life.